# Gare de Baziège
Gare de Baziège – przystanek kolejowy w Baziège, w departamencie Górna Garonna, w regionie Oksytania, we Francji.
Została otwarta w 1857 przez Compagnie des chemins de fer du Midi et du Canal latéral à la Garonne. Jest przystankiem kolejowy Société nationale des chemins de fer français (SNCF), obsługiwaną przez pociągi TER Midi-Pyrénées.